# Уитли, Деннис
Деннис Уитли (англ. Dennis Yates Wheatley, 8 января 1897 — 10 ноября 1977) — английский писатель, автор более 60 романов и сборников рассказов.

## Биография
Родился 8 января 1897 года в Южном Лондонe. Во время Первой мировой войны служил в Королевской полевой артиллерии. Участвовал в боевых действиях во Фландрии и Франции и был в 1918 году демобилизован перед самым окончанием войны. После разорения семейного бизнеса начинает заниматься литературой.
В годы Второй мировой войны Уитли являлся военным стратегом, оставаясь при этом гражданским лицом. Он направил большое количество аналитических записок со своими выводами предстоящего хода войны, часть из которых в 1941 году была опубликована отдельной книгой «Тотальная война».
Умер 10 ноября 1977 года, успев увидеть первый том своей самой обширной автобиографии. После смерти писателя были выпущены остальные два тома. В 1981 году все три тома были изданы под одной обложкой под заголовком «Пришло его время».

## Литературная деятельность
Первая публикация Денниса Уитли состоялась в 1933 году романом «Запретная территория», который открывал серию книги о похождениях герцога де Ришло. Его манера — смесь мистицизма, оккультизма и приключений — была хорошо принята читателями, так что Деннис Уитли быстро завоевал успех. Второй его роман «И исходит дьявол» становится самым лучшим не только в творчестве самого автора, но и вехой в истории мирового романа ужасов. Хотя, основной удел его творчества — приключенческие романы, а строго оккультных или научно-фантастических книг у него всего 11 (не считая нескольких рассказов).
Кроме мистики, Уитли написал также немало шпионских и приключенческих романов (иногда с мотивом затерянных рас или миров), документальных книг по оккультизму, истории, автобиографии. Он автор исторического труда «Красный орёл — История Русской революции» (1937), в котором подробно рассказал об Октябрьской революции, а также изложил биографию маршала Климента Ефремовича Ворошилова.
Четыре детективных романа «Убийство около Майами» (1936), «Кто убил Роджера Прентиса?» (1937), «Малинсейская резня» (1938) и «С помощью этого ключа!» (1939) были выпущены в 30-х годах издательством Hutchinson в виде головоломки, представляющей собой сборник уголовных интервью, вырезок из газет, ключевых слов, почтовых телеграмм и т. д.

## Произведения
- 1935 — И исходит дьявол (The Devil Rides Out) — В рус. пер. «Против Тьмы»
- 1936 — Они нашли Атлантиду (They Found Atlantis)
- 1939 — Шестьдесят дней для жизни (Sixty Days to Live)
- 1941 — Необыкновенный конфликт (Strange Conflict)
- 1948 — Преследователь Тоби Джагга (The Haunting of Toby Jugg)
- 1952 — Звезда зловещего знамения (Star of Ill-Omen)
- 1953 — К дочери Сатаны (To the Devil a Daughter)
- 1956 — Ка Гиффорда Хиллари (The Ka of Gifford Hillary)
- 1960 — Сатанист (The Satanist)
- 1970 — Врата ада (Gateway to Hell)
- 1973 — Ирландская ведьма (The Irish Witch)

## Экранизации
- 1934 — Запретная территория (Forbidden Territory) — по одноимённому роману
- 1936 — Тайна Стамбула (Secret of Stamboul) — по роману «Евнух Стамбула» (The Eunuch of Stamboul)
- 1968 — Потерянный континент (The Lost Continent) — по роману «Неоткрытые моря» (Uncharted Seas)
- 1968 — И исходит дьявол (The Devil Rides Out) — по одноимённому роману
- 1976 — К дочери Сатаны (To the Devil a Daughter) — по одноименному роману
- 2006 — Преследователь Тоби Джагга (The Haunted Airman) — по роману «Преследователь Тоби Джагга» (The Haunting of Toby Jugg)